# 무르타즈 후르칠라바
무르타즈 칼리스트라토비치 후르칠라바(러시아어: Муртаз Калистратович Хурцилава, 조지아어: მურთაზ ხურცილავა, 1943년 1월 5일 ~ )는 조지아의 전직 축구 선수로 포지션은 수비수였다.
알렉산드르 치바제와 함께 소련 축구 국가대표팀 주장을 맡은 조지아 출신 선수 가운데 하나였으며 주로 디나모 트빌리시 소속으로 뛰었다. 잉글랜드에서 개최된 1966년 FIFA 월드컵에서 소련이 4위를 차지하는 데에 큰 공헌을 했다.
1972년 뮌헨 하계 올림픽에서는 소련의 올림픽 축구 동메달 획득에 기여했고 같은 해에 벨기에에서 UEFA 유로 1972에서는 소련을 준우승으로 이끄는 데에 기여했다. 2003년에는 조지아 축구 연맹으로부터 UEFA 주빌리 어워드 수상자로 선정되는 영예를 안았다.